# Eriocaulon mulanjeanum
Eriocaulon mulanjeanum är en gräsväxtart som beskrevs av Sylvia Mabel Phillips. Eriocaulon mulanjeanum ingår i släktet Eriocaulon och familjen Eriocaulaceae. Inga underarter finns listade i Catalogue of Life.